# うたのえほん
『うたのえほん』は、NHK総合テレビジョンで1961年（昭和36年）4月3日から1966年（昭和41年）4月2日まで放送された幼児向け番組である。ここでは、同月から1976年（昭和51年）3月まで放送された『おかあさんといっしょ』内の一コーナーとしての『うたのえほん』についても触れる。

## 概要
1959年の『おかあさんといっしょ』開始から2年後の1961年、当時NHKラジオ第1放送で放送されていた『うたのおばさん』にあったうたの要素に、たいそうを加えた形で開始。
現在の『おかあさんといっしょ』の前身とも言える番組で、内容はうたのおねえさんによる歌とたいそうのおにいさんによる体操の2つによって構成されていた。放送開始当初はうたのおねえさんに真理ヨシコ・中野慶子（随週で出演）を、たいそうのおにいさんに砂川啓介を起用していた。当時はうたのおにいさんが居なかったため、男声パートとしてたいそうのおにいさんである砂川が歌唱する場合も存在した。特に体操については専門家の意見を参考に、幼児の好む動きや発育を助けるものなど7つの運動を選んで「元気に一、二」と題して放送していたが, 1963年からはこの体操でカバーしきれなかった運動を盛り込んだ第2体操「おもちゃのラッパ」も放送するようになった。
収録は生放送と変わらないスタイルで1日に3日分撮影していたという。
そして1966年4月に『おかあさんといっしょ』の1コーナーとなる。1971年からはうたのおにいさんとして田中星児が、1972年からはうたのおねえさんとして小鳩くるみが同コーナーの進行をしていたが、一日交代の出演だったため、会うことはほとんどなかったという。 1976年3月に番組構成の変更に伴い、コーナー名としての「うたのえほん」も終了したが、リニューアル後の番組においては月曜日から木曜日の内容がリニューアル前の「うたのえほん」を番組全編に拡充した形式がとられ、本番組のコンセプトは「おかあさんといっしょ」に一体化する形で、終了から40年以上が経過した2020年代まで細部の変更を重ねつつ継続している。また、コーナー終了時点のうたのおにいさん･うたのおねえさん･たいそうのおにいさんだった田中星児、斉藤伸子、松熊由紀、輪島直幸、瀬戸口清文はいずれもリニューアル後の「おかあさんといっしょ」月〜木曜日版の出演者として引き続き同一ポジションで出演した。
放送開始当初から大きな反響を呼び、番組内で新しい童謡が数多く生まれた。視聴者層も幼児やその母親に限らず、子どものいない夫婦や高齢者など多岐にわたった。

## 放送時間
いずれも日本標準時, NHK総合テレビジョン。高校野球や東京オリンピック、広島平和記念式典中継などで休止や繰り下げ放送になることがあった。　
- 1961年4月3日 - 1962年3月31日　　「初代ディレクター」　岡　弘道
  - 本放送：月 - 土 8:30 - 8:40
- 1962年4月2日 - 1963年3月30日
  - 本放送：月 - 土 8:30 - 8:40
  - 再放送：月 - 金 14:25 - 14:35
- 1963年4月1日 - 1964年4月4日
  - 本放送：月 - 土 8:30 - 8:40
- 1964年4月6日 - 1965年4月3日
  - 本放送：月 - 土 8:30 - 8:40
  - 再放送：月 - 金 15:20 - 15:30
- 1965年4月5日 - 1966年4月2日
  - 本放送：月 - 土 8:30 - 8:40

## 出演者
基本的にうたのおねえさんは隔週で、たいそうのおにいさんは佐久間が加わってからは月 - 水に砂川、木 - 土に佐久間が出演していた。
水谷、中川、砂川、佐久間は『おかあさんといっしょ』の一コーナーになる際も引き続いて出演している。
- うたのおねえさん
  - 真理ヨシコ（1961年4月3日 - 1962年9月22日）
  - 中野慶子（1961年4月10日 - 1964年10月3日）
  - 竹前文子（1962年10月1日 - 1964年4月4日）
  - 水谷玲子（1964年4月13日 - 1966年4月2日）
  - 中川順子（1964年10月12日 - 1966年3月26日）
- たいそうのおにいさん[4]
  - 砂川啓介（1961年4月3日 - 1966年3月30日）
  - 佐久間俊直（1963年10月 - 1966年4月2日）
- 主なゲスト出演者
  - 高橋元太郎
  - 旗照夫
  - 小鳩くるみ[注釈 1]

## スタッフ
- ディレクター - 増田元春[1]

## 当番組で誕生した歌など
朝いちばんはやいのは
作詞：阪田寛夫、作曲：越部信義
あめふりくまのこ
作詞：鶴見正夫、作曲：湯山昭
詩は1961年の梅雨時分に、曲は1962年に作られ、同年6月に「6月のうた」として放送、発表された.
うたのえほん
作詞：サトウハチロー、作曲：冨田勲
テーマソング。
おもちゃのラッパ
作詞：阪田寛夫、作曲：湯山昭
1963年に放送された。たいそうの2曲目で、1曲目と同時進行で使われた。
カッチン・コットン・ボーン
作詞：筒井敬介、作曲：宇野誠一郎
こんぺいとう
作詞：関根栄一、作曲：湯山昭
曲は1961年7月14日に作られ, 1962年に放送された.
元気に一、二
作詞：吉岡治、作曲：越部信義
当初は『うたのえほんたいそう』として発表。たいそうの1曲目。
手をつなごう
作詞：中川李枝子、作曲：諸井誠
1965年1月に放送された.
ドロップスのうた
作詞：まど・みちお、作曲：大中恩
はしれちょうとっきゅう
作詞：山中恒、作曲：湯浅譲二
ピコットさん
作詞：香山美子、作曲：湯浅譲二
ぼくのかぞえうた
作詞：小林純一、作曲：桜井 順
アップンおねんね
作詞：岩崎正子、  作曲：服部公一

## 特筆すべき放送
特記のないものは#放送時間と同じ。
| タイトル                                                          | 放送日          | 出演者 |
| ----------------------------------------------------------------- | --------------- | --- |
| うたうびっくり箱 ―ちいさなおともだちへの贈り物―                   | 1962年1月1日    | 旗、島田多恵子、上田次郎、轟夕起子、荻昱子、高橋悦史、真理、中野、砂川、体操のこどもたち、ひとみ座                             |
| 9:00 - 9:30に放送。                                               |                 | |
| -                                                                 | 5月5日          | 真理、中野、砂川 |
| 8:30 - 8:45に放送。富士見ヶ丘グランドで収録したものを放送。       |                 | |
| -                                                                 | 1962年11月3日   | 中野、竹前、砂川 |
| 8:15 - 8:40に放送。                                               |                 | |
| -                                                                 | 11月22日 - 24日 | 中野 |
| 山形県県民会館で収録したものを放送。                              |                 | |
| -                                                                 | 12月31日        | 中野、竹前、砂川、フォー・コインズ、アンサンブル・ドーフィース、アンサンブル・ブティット、フールサンズ、劇団かかし座、関矢幸雄 |
| -                                                                 |                 | |
| -                                                                 | 1963年3月21日   | 竹前、砂川、劇団かかし座、小林道夫                                                                                             |
| -                                                                 |                 | |
| -                                                                 | 4月19日         | 竹前 |
| 宇都宮市文化会館で収録したものを放送。                            |                 | |
| -                                                                 | 5月5日          | 中野、竹前、砂川、平島正一 |
| 9:40 - 10:00に放送。富士見ヶ丘グランドで収録したものを放送。      |                 | |
| -                                                                 | 10月12日        | 中野、佐久間、阪田寛夫、湯山昭                                                                                                 |
| 『おもちゃのラッパ』を初披露。                                    |                 | |
| -                                                                 | 11月11日 - 13日 | 竹前 |
| 東京都の神代植物公園で収録したものを放送。                        |                 | |
| -                                                                 | 12月16日 - 18日 | 中野 |
| 県立道後公園で収録したものを放送。                                |                 | |
| うたのお正月                                                      | 1964年1月1日    | 旗、島田多恵子、高島稔、真理、中野、竹前、砂川                                                                                 |
| 9:00 - 9:30に放送。                                               |                 | |
| -                                                                 | 2月3日          | 竹前 |
| 北海道の真駒内霊まつり会場で収録したものを放送。                  |                 | |
| -                                                                 | 2月4日 - 2月5日 | 竹前、砂川 |
| さっぽろ雪まつり会場で収録したものを放送。                        |                 | |
| -                                                                 | 5月5日          | 水谷 |
| 東京都の神代植物公園で録画したものを放送。                        |                 | |
| -                                                                 | 6月22日         | 中野、砂川 |
| 広島県立体育館で録画したものを放送。                              |                 | |
| -                                                                 | 6月23日 - 24日  | 中野、砂川 |
| 広島平和公園で録画したものを放送。                                |                 | |
| みんないっしょに                                                  | 1965年1月1日    | 水谷、中川、砂川、佐久間、高橋、ボーカル・ショップ、木犀会児童部、引田天功                                                     |
| 9:00 - 9:25に放送。                                               |                 | |
| ゆきのはらっぱで                                                  | 1月2日          | 水谷、中川、砂川、佐久間、ボーカル・ショップ、札幌少年合唱隊                                                                   |
| 9:00 - 9:25に放送。北海道の上野幌宇都宮牧場で録画したものを放送。 |                 | |
| -                                                                 | 5月5日          | 水谷、中川、砂川、ヴォーカル・ショップ                                                                                         |
| 幼児向け歌詞入選作の『おんぶおばけ』などを放送。                  |                 | |
| -                                                                 | 11月11日 - 13日 | 水谷、佐久間、豊中市・あけぼの幼稚園園児                                                                                       |
| 大阪府の服部緑地で録画したものを放送。                            |                 | |
| -                                                                 | 11月15日        | 中川、砂川 |
| 福岡県の飯塚市立飯塚小学校体育館で録画したものを放送。            |                 | |
| -                                                                 | 11月16日 - 17日 | 中川、砂川 |
| 福岡県の香椎花園で録画したものを放送。                            |                 | |
| うたのお正月                                                      | 1966年1月1日    | 高橋、砂川、佐久間、真理、水谷、中川                                                                                           |
| 9:00 - 9:30に放送。                                               |                 | |
| うたのお正月                                                      | 1966年1月2日    | 高橋、砂川、佐久間、水谷 |
| 9:00 - 9:30に放送。                                               |                 | |
| うたのお正月                                                      | 1966年1月3日    | 砂川、佐久間、真理、中川 |
| 9:00 - 9:30に放送。                                               |                 | |
| おめでとう うたのえほん                                           | 1967年1月1日    | 水谷、中川、砂川、佐久間、宮本昭太                                                                                             |
| 9:00 - 9:30に放送。                                               |                 | |
| うたのお正月                                                      | 1967年1月3日    | 高橋、真理、ボーカル・ショップ、松岡バレエ団、もくせい会、かかし座                                                             |
| 9:00 - 9:30に放送。愛知県犬山市で録画。                           |                 | |
| お猿のアイアイはうたがすき                                        | 1968年1月1日    | 片桐、瀬端、砂川、岡田 |
| 10:00 - 10:30に放送。                                             |                 | |
| 特集「うたのえほん」 ―2000回記念―                                 | 1968年3月20日   | 真理、竹前、水谷、中川、片桐、瀬端、砂川、岡田、外山準、大場俊一                                                               |
| 10:00 - 10:29に放送。                                             |                 | |
| うたのお正月                                                      | 1969年1月1日    | 高橋、片桐、瀬端、中山克巳、小鳩、高見映、奈加英夫、かもまさる、ボーカル・ショップ                                             |
| 10:00 - 10:30に放送。                                             |                 | |